# Hasty (Schiff, 1896)
Die 1896 in Dienst gekommene HMS Hasty lief als erster Zerstörer (torpedo boat destroyer) der Nachbestellung Royal Navy nach den ersten sechs Booten vom Stapel. Das Boot wurde von Yarrow im Londoner Stadtteil Poplar gebaut und gehörte zu den ersten sechs im Haushaltsjahr 1893/94 bei Yarrow und Thornycroft nachbestellten Zerstörern mit auf 27 kn erhöhter Höchstgeschwindigkeit („27-knotter“). Von diesem Typ bestellte die Royal Navy weitere dreißig Boote bei zwölf weiteren Werften, die alle in den Jahren 1894 und 1895 vom Stapel liefen.
Fünfzehn noch vorhandene Boote wurden 1913 als A-Klasse zusammengefasst. Die Hasty und ihre beiden Schwesterboote waren allerdings 1912 ausgesondert und abgebrochen worden.

## Entwicklungs- und Baugeschichte
Die Royal Navy bestellte schon nach den ersten Tests mit der HMS Havock weitere Torpedobootszerstörer dieses Typs mit dem charakteristischen „turtleback“-Vorschiff, deren Geschwindigkeit allerdings auf 27 Knoten heraufgesetzt wurde, da Havock diese Geschwindigkeit schon bei ersten Tests fast erreicht hatte. Die Admiralität überließ die Detailkonstruktion auch bei den Folgeaufträgen weitgehend den Bauwerften, so dass bei vierzehn Auftragnehmern nur wenige der 36 Boote tatsächlich identisch waren. Yarrow baute die Hasty, Charger und Dasher nach dem Vorbild der Havock mit deren ursprünglicher Kesselanordnung und -ausstattung und zwei Schornsteinen. Erst später nach Neubekesselung mit Wasserrohrkesseln erhielten die Boote drei Schornsteine. Die ebenfalls Londoner Werft John I. Thornycroft & Co. in Chiswick fertigte gleichzeitig die Ardent, Boxer und Bruizer, denen dann noch die weiteren 30 Aufträge an in Gruppen von ein bis drei Booten an weitere Werften folgten und die als „27-knotter“ bezeichnet werden. Obwohl alle 1894/1895 vom Stapel liefen, verzögerte sich die endgültige Abnahme des letzten Bootes bis 1901.
Die Hasty hatte, wie alle britischen Zerstörer bis über die Jahrhundertwende hinaus, ein gewölbtes Vorderdeck, das als „turtleback“ (Schildkrötrücken) bezeichnet wurde. Sie verdrängte bei voller Ausrüstung 275 t.n. und erreichte eine Höchstgeschwindigkeit von 27 Knoten (kn). Als Antrieb dienten zwei Lokomotivkessel, deren Enden gegeneinander standen, was zu zwei nahe hintereinander stehenden Schornsteine führten. Die beiden Dreifach-Expansionsmaschinen konnten bis zu 3800 PS leisten.

Bewaffnet wurde die Hasty mit einer 12-pounder-Kanone, die auf einer Plattform beim Kommandostand aufgestellt wurde. Diese Position war selbst bei moderater See extrem nass. Von den auf fünf verstärkten 6-pounder-Schnellfeuerkanonen standen vier seitlich und hinter dem Kommandostand paarweise auf gleicher Höhe an Deck. Die fünfte Kanone wurde nahe dem Heck noch hinter der Zwillings-Deckstorpedorohre aufgestellt. Der drehbare Zwillingssatz konnte seine 18-inch (450 mm)-Torpedos nach beiden Seiten verschießen.

## Einsatzgeschichte

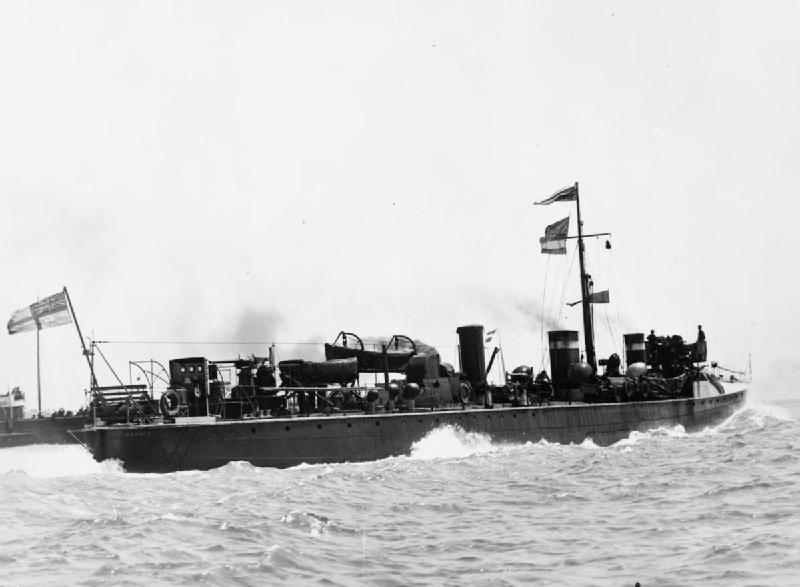
Schwesterboot Dasher nach Umbau

Die Hasty lief als erstes Boot des neuen Typs am 16. Juni 1894 knapp ein Jahr nach dem ersten Torpedobootzerstörer vom Stapel. Die Hasty wurde im Mai 1896 erst als letztes der drei Yarrow-Boote abgenommen und diente seit der ersten Indienststellung in der Regel im Kanal.
Am 26. Juni 1897 nahm sie an der Flottenparade auf dem Spithead zum Diamantenen Jubiläum der Königin Victoria teil.
Auch die Hasty und ihre Schwestern erhielten bis 1901 schließlich moderne Wasserrohrkessel der Bauart Normand und hatten dann drei Schornsteine, von denen der mittlere etwas dicker war.

Das Boot wurde mit den Schwesterbooten weiterhin in den Heimatgewässern eingesetzt. Im Juli 1912 wurde sie dann zum Abbruch verkauft.

### Weitere Bestellungen, neue Einordnung

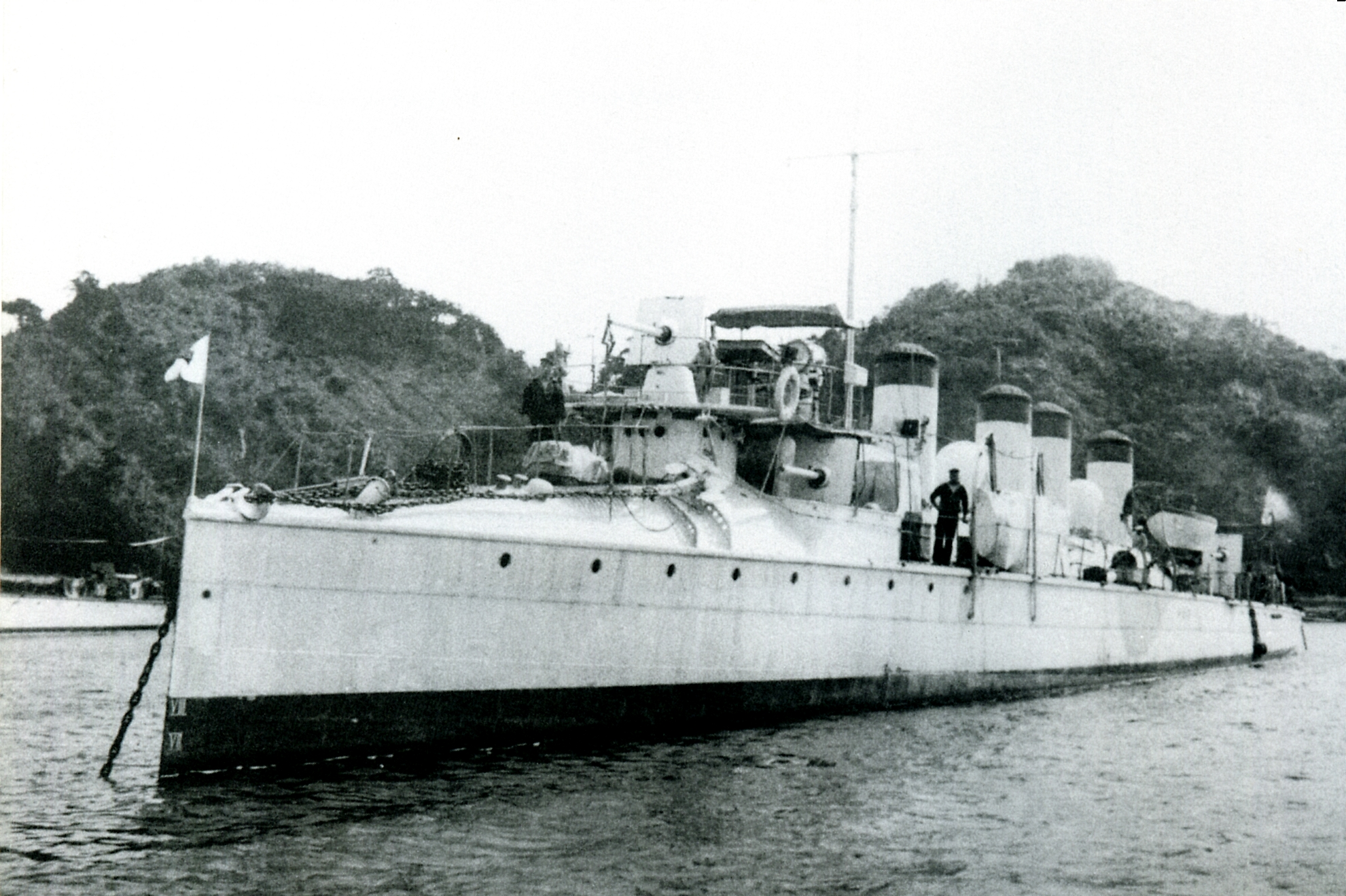
Die japanische Sazanami

An der folgenden „30-knotter“-Klasse und den Versuchen, noch schnellere Zerstörer auf dem Altentwurf der Havock zu entwickeln, war die Firma Yarrow nur als Zulieferer beteiligt. Sie baute in diesen Jahren vor allem Boote für den Export, so acht Boote für Japan (Ikazuchi-, Akatzuki-Klasse).
Als am 30. August 1912 die Royal Navy alle Zerstörer in mit Buchstaben gekennzeichnete Klassen sortierte, bildeten die noch vorhandenen fünfzehn „27-knotter“ die A-Klasse, von denen bei Beginn des Ersten Weltkriegs noch zwölf vorhanden waren. Die „26-knotter“ waren bei der Einführung des neuen Klassensystems alle ausgeschieden, werden aber heute in Klassenübersichten oft zu dieser A-Klasse gezählt.

Auch die ab folgenden 30-knotter, die bis über die Jahrhundertwende hinaus gebaut wurden, waren Weiterentwicklung der Havock; sie bildeten bei der Neuordnung der Zerstörerklassen 1913 die Klassen "B", "C" und "D" nach der Anzahl ihrer Schornsteine.

## Die27-knottersspäter A-Klasse
| Name               | Stapellauf | in Dienst | Einsatz                                      | außer Dienst                             |
| ------------------ | ---------- | --------- | -------------------------------------------- | ---------------------------------------- |
| Yarrow-Typ         | Poplar     |           | Charger-Klasse, zwei, dann drei Schornsteine |                                          |
| HMS Hasty          | 16.06.1894 | 05.1896   | 9. Juli 1912 zum Abbruch                     | —                                        |
| HMS Charger        | 15.09.1894 | 02.1896   | 14. Mai 1912 zum Abbruch                     | —                                        |
| HMS Dasher         | 28.11.1894 | 03.1896   | 14. Mai 1912 zum Abbruch                     | —                                        |
| Thornycroft-Typ    | Chiswick   |           | Ardent-Klasse, zwei Schornsteine             |                                          |
| HMS Ardent         | 16.10.1894 | 04.1895   | 10.10.1911 zum Abbruch                       | —                                        |
| A HMS Boxer        | 28.11.1894 | 06.1895   | Portsmouth Local Defence Flotilla            | 8. Februar 1918 nach Kollision gesunken  |
| A HMS Bruizer      | 27.02.1895 | 06.1895   | 26.05.1914 zum Abbruch                       | —                                        |
| Vickers-Typ        | Barrow     |           | Sturgeon-Klasse, drei Schornsteine           |                                          |
| HMS Sturgeon       | 21.07.1894 | 01.1896   | 14.05.1912 zum Abbruch                       | —                                        |
| HMS Starfish       | 26.01.1895 | 01.1896   | 15.05.1912 zum Abbruch                       | —                                        |
| HMS Skate          | 13.03.1895 | 01.1896   | 9.04.1907 zum Abbruch                        | —                                        |
| Thomson-Typ        | Clydebank  |           | Rocket-Klasse, drei Schornsteine             |                                          |
| HMS Rocket         | 14.08.1894 | 07.1895   | 10.04.1912 zum Abbruch                       | —                                        |
| HMS Shark          | 22.09.1894 | 07.1895   | 11.07.1911 zum Abbruch                       | —                                        |
| A HMS Surly        | 10.11.1894 | 07.1895   | Portsmouth Local Defence Flotilla            | 23.03.1920 zum Abbruch                   |
| Laird-Typ          | Birkenhead |           | Banshee-Klasse, vier Schornsteine            |                                          |
| HMS Banshee        | 17.11.1894 | 07.1895   | 10.04.1912 zum Abbruch                       | —                                        |
| HMS Contest        | 1.12.1894  | 07.1895   | 11.07.1911 zum Abbruch                       | —                                        |
| HMS Dragon         | 15.12.1894 | 06.1895   | 9.07.1912 zum Abbruch                        | —                                        |
| White-Typ          | Cowes      |           | Conflict-Klasse, drei Schornsteine           |                                          |
| A HMS Conflict     | 13.12.1894 | 07.1899   | Portsmouth Local Defence Flotilla            | 20.05.1920 zum Abbruch                   |
| HMS Teazer         | 9.02.1895  | 03.1899   | 9.07.1912 zum Abbruch                        | —                                        |
| A HMS Wizard       | 27.02.1895 | 07.1899   | Portsmouth Local Defence Flotilla            | 20.05.1920 zum Abbruch                   |
| Earle´s-Typ        | Hull       |           | Salmon-Klasse,                               |                                          |
| HMS Salmon         | 15.01.1895 | 01.1896   | 14.05.1912 zum Abbruch                       | —                                        |
| HMS Snapper        | 30.01.1895 | 01.1896   | 14.05.1912 zum Abbruch                       | —                                        |
| Armstrong-Typ      | Elswick    |           | Swordfish-Klasse, drei Schornsteine          |                                          |
| HMS Spitfire       | 27.02.1895 | 11.1896   | 10.04.1912 zum Abbruch                       | —                                        |
| HMS Swordfish      | 7.06.1895  | 12.1896   | 11.10.1910 zum Abbruch                       | —                                        |
| Fairfield-Typ      | Govan      |           | Handy-Klasse, zwei Schornsteine              |                                          |
| A HMS Handy        | 9.03.1895  | 01.1896   | On sale list                                 | 1916 in Hongkong abgebrochen             |
| HMS Hart           | 27.03.1895 | 05.1896   | 1912 in Hongkong abgebrochen                 | —                                        |
| HMS Hunter         | 28.12.1895 | 03.1896   | 10.04.1912 zum Abbruch                       | —                                        |
| Palmers-Typ        | Jarrow     |           | Janus-Klasse, drei Schornsteine              |                                          |
| A HMS Janus        | 12.03.1895 | 11.1895   | 1914 in Hongkong abgebrochen                 | —                                        |
| A HMS Lightning    | 10.04.1895 | 01.1896   | Nore Local Defence Flotilla                  | 30. Juni 1915 nach Minentreffer gesunken |
| A HMS Porcupine    | 19.09.1895 | 03.1896   | Nore Local Defence Flotilla                  | 29.04.1920 zum Abbruch                   |
| Hanna, Donald-Type | Paisley    |           | Fervent-Klasse, ein / dann vier Schornsteine |                                          |
| A HMS Fervent      | 20.03.1895 | 06.1900   | Nore Local Defence Flotilla                  | 20.05.1920 zum Abbruch                   |
| A HMS Zephyr       | 10.05.1895 | 07.1901   | Nore Local Defence Flotilla                  | 20.05.1920 zum Abbruch                   |
| Hawthorn-Typ       | Newcastle  |           | Sunfish-Klasse, drei Schornsteine            |                                          |
| A HMS Ranger       | 28.05.1895 | 06.1896   | Portsmouth Local Defence Flotilla            | 20.07.1920 zum Abbruch                   |
| A HMS Sunfish      | 9.08.1895  | 02.1896   |                                              | 7.06.1920 zum Abbruch                    |
| A HMS Opossum      | 4.10.1895  | 03.1896   |                                              | 29.07.1920 zum Abbruch                   |
| Doxford-Typ        | Sunderland |           | Hardy-Klasse, drei Schornsteine              |                                          |
| HMS Haughty        | 18.09.1895 | 08.1896   | 10.04.1912 zum Abbruch                       | —                                        |
| HMS Hardy          | 16.12.1895 | 08.1896   | 11.07.1911 zum Abbruch                       | —                                        |
| Thames-Typ         | Bow Creek  |           | Zebra-Klasse, drei Schornsteine              |                                          |
| A HMS Zebra        | 13.12.1895 | 01.1900   | 30.07.1914 zum Abbruch                       | —                                        |

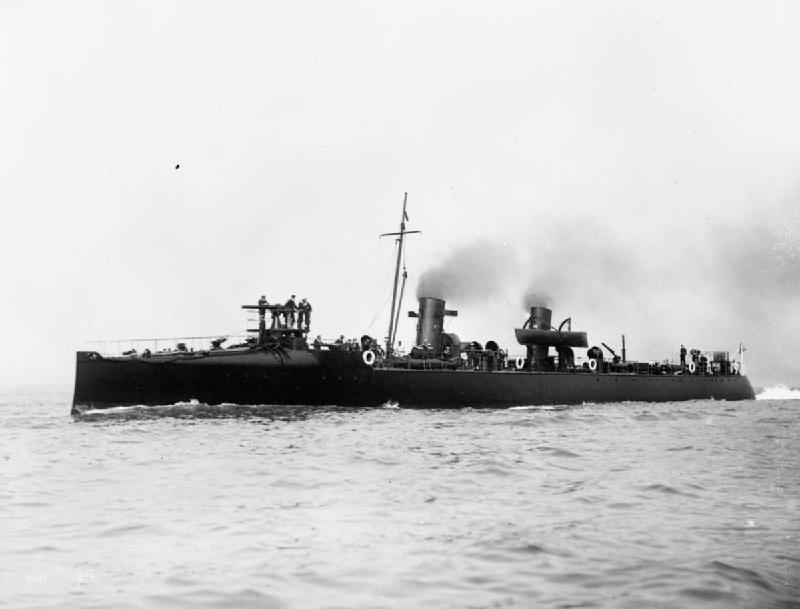
Die HMS Bruizer von Thornycroft
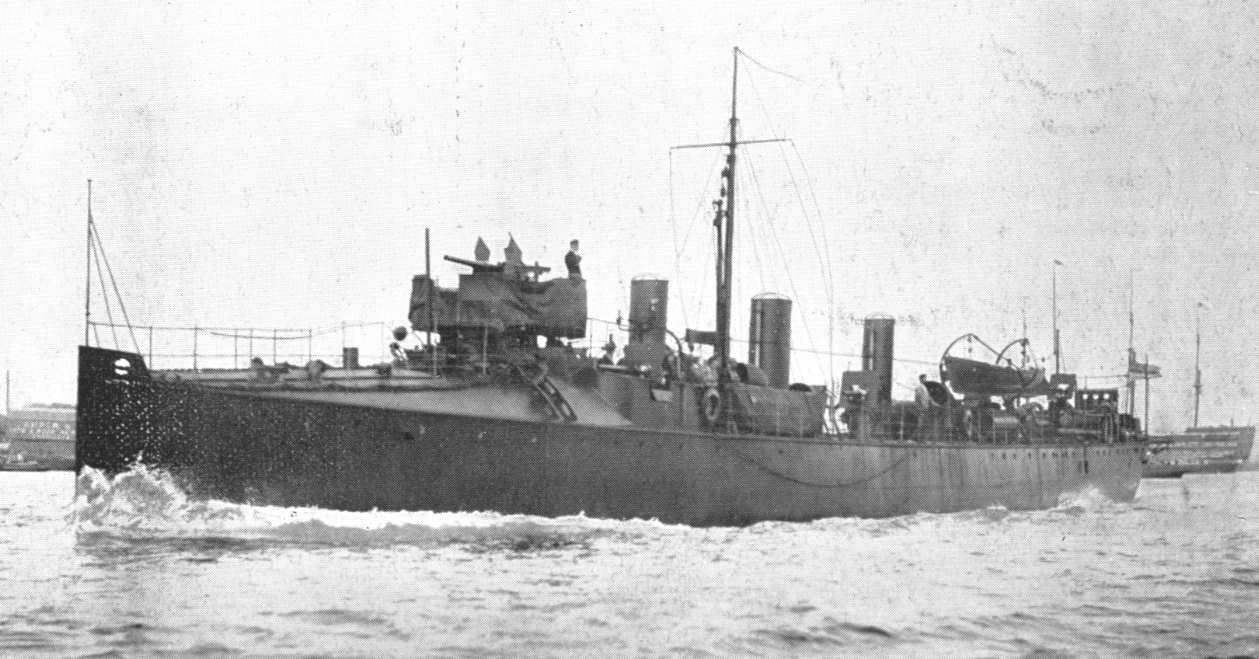
Die HMS Ranger von Hawthorn
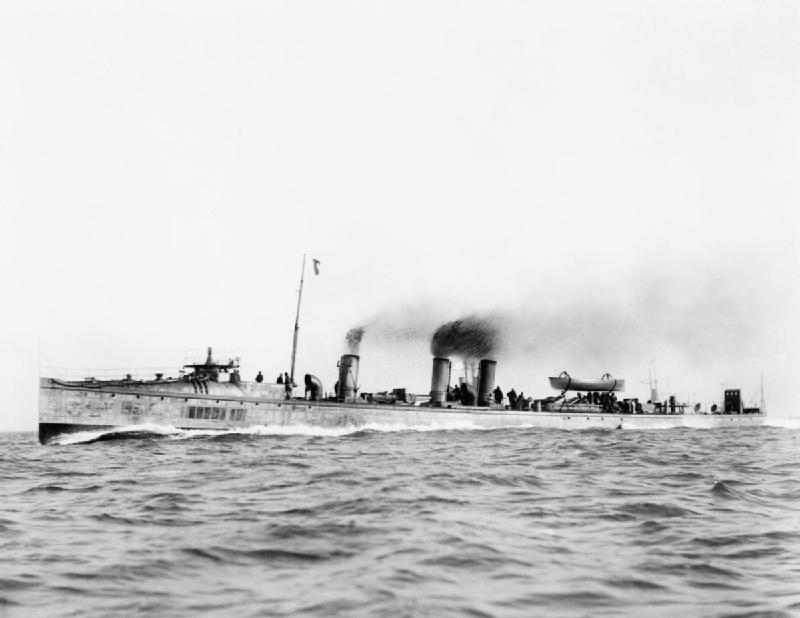
Die HMS Conflict von J.S. White
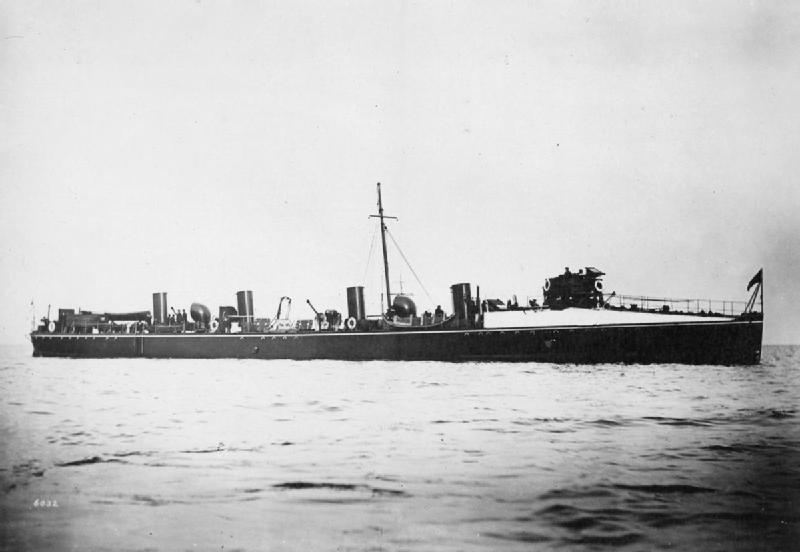
Die HMS Banshee von Laird
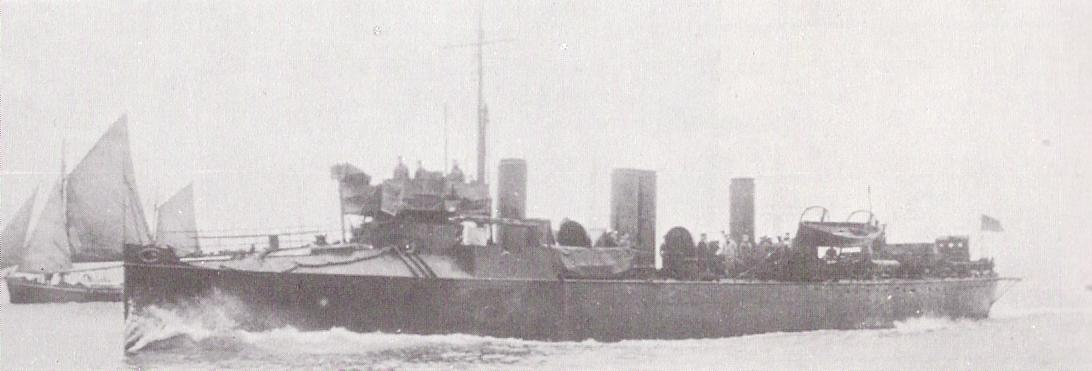
Die HMS Zephyr von Hanna, Donald & Wilson